# Bill Rodgers
William « Bill » Henry Rodgers (né le 23 décembre 1947 à Hartford) est un athlète américain spécialiste des courses de fond, ancien recordman du monde du marathon à trois reprises. 

## Carrière
Bill Rodgers s'illustre vers la fin des années 1970 dans l'épreuve du marathon en remportant à quatre reprises le Marathon de New York et le Marathon de Boston. Il améliore par ailleurs le record des États-Unis du 15 km, du 20 km et du marathon. Sur le marathon, il a réalisé les meilleures performances mondiales des années 1975, 1977, et 1979. Sa meilleure performance sur la distance est de 2 h 9 min 27 s, réalisée en 1979 au marathon de Boston.
Il remporte la médaille de bronze de la course individuelle des championnats du monde de cross-country 1975.
En 1976 aux Jeux olympiques de Montréal, handicapé par une blessure, il se classe à la quarantième place du marathon. Le boycott des Jeux olympiques de Moscou par les États-Unis l'empêche de défendre ses chances quatre ans plus tard, alors qu'il était l'un des principaux favoris. 
Les performances de Rodgers ont fait de lui un champion emblématique dans les années 1970, à une époque où l'on a assisté à un développement important des courses sur route aux États-Unis, mais aussi en Europe.
Il est élu au Temple de la renommée de l'athlétisme des États-Unis en 1999.

## Marathons
1. 1973 Marathon de Boston, États-Unis (non terminé, DNF[2])
2. 1973 Bay State, États-Unis (2 h 28 min 12 s) 1er, Record de la Course (CR)
3. 1974 Boston, États-Unis (2 h 19 min 34 s) 14e
4. 1974 New York (2 h 36 min 0 s) 5e
5. 1974 Philadelphie, États-Unis (2 h 21 min 57 s) 1er, CR
6. 1975 Boston (2 h 9 min 55 s) 1er, Record Américain (AR)
7. 1975 Enschede, Pays-Bas (DNF)
8. 1975 Fukuoka, Japon (2 h 11 min 26 s) 3e
9. 1976 Sélections olympiques américaines d'athlétisme (2 h 11 min 58 s) 2e
10. 1976 Jeux olympiques de Montréal (2 h 25 min 14 s) 40e
11. 1976 New York (2 h 10 min 10 s) 1er, CR
12. 1976 Sado, Japon (2 h 8 min 23 s) 1er, CR
13. 1976 Maryland, États-Unis (2 h 14 min 28 s) 1er, CR
14. 1977 Kyoto, Japon (2 h 14 min 25 s) 1er
15. 1977 Boston (DNF)
16. 1977 Amsterdam, Pays-Bas (2 h 12 min 46 s) 1er, CR
17. 1977 Waynesboro, États-Unis (2 h 25 min 12 s) 1er
18. 1977 New York (2 h 11 min 28 s) 1er
19. 1977 Fukuoka, Japon (2 h 10 min 55 s) 1er
20. 1978 Boston (2 h 10 min 13 s) 1er
21. 1978 New York (2 h 12 min 12 s) 1er
22. 1978 Fukuoka (2 h 12 min 53 s) 6e
23. 1979 Boston (2 h 9 min 27 s) 1er, AR
24. 1979 Montréal (2 h 22 min 12 s) 15e
25. 1979 New York (2 h 11 min 42 s) 1er
26. 1980 Boston (2 h 12 min 11 s) 1er
27. 1980 Toronto (2 h 14 min 47 s) 1er
28. 1980 New York (2 h 13 min 20 s) 5e
29. 1981 Houston-Tennaco, États-Unis (2 h 12 min 10 s) 1er, CR
30. 1981 Boston (2 h 10 min 34 s) 3e
31. 1981 Atlantica-Boavista, Rio de Janeiro, Brésil (2 h 14 min 13 s) 1er CR
32. 1981 Stockholm, Suède (2 h 13 min 28 s) 1er
33. 1981 Bank One, Columbus (Ohio), États-Unis (2 h 17 min 34 s) 7e
34. 1982 Houston, États-Unis (2 h 14 min 51 s) 5e
35. 1982 Tokyo (2 h 24 min) 301e
36. 1982 Boston (2 h 12 min 38 s) 4e
37. 1982 Atlantica-Boavista, Rio de Janeiro, Brésil (DNF)
38. 1982 Melbourne, Australie (2 h 11 min 8 s) 1er
39. 1983 Orange Bowl, Miami, États-Unis (2 h 15 min 8 s) 1er
40. 1983 Boston (2 h 11 min 58 s) 10e
41. 1983 Pékin, Chine (DNF)
42. 1983 Chicago (2 h 21 min 40 s)
43. 1984 Sélections olympiques américaines d'athlétisme (2 h 13 min 31 s) 8e
44. 1985 Waterfront, New Jersey, États-Unis (2 h 14 min 46 s) 2e
45. 1985 New York (2 h 15 min 31 s) 4e
46. 1986 Boston (2 h 13 min 35 s) 4e
47. 1986 Chicago (2 h 15 min 31 s) 11e
48. 1987 Phoenix, États-Unis (DNF)
49. 1987 Boston (2 h 18 min 18 s) 15e
50. 1987 New York (2 h 25 min 1 s) 54e
51. 1988 Phoenix (DNF)
52. 1988 Los Angeles (2 h 20 min 27 s) 2e vétérans
53. 1988 Boston (2 h 18 min 17 s) 2e vétérans
54. 1988 New York (DNF)
55. 1989 Los Angeles (2 h 22 min 24 s)
56. 1990 Boston (2 h 20 min 46 s) 5e vétérans
57. 1992 Vietnam International 19e
58. 1996 Boston (2 h 53 min)
59. 1999 Boston (DNF)
60. 2009 Boston (4 h 6 min 49 s)[3]

## Records personnels sur piste
- 1 mile : 4 min 18 s 8
- 2 miles : 8 min 48 (en salle) ; 8 min 53 s 6 (1975)
- 3 miles : 13 min 25 s 4 (1976)
- 5 kilomètres : 13 min 42 s 00 (1978)
- 10 kilomètres : 28 min 4 s 4 (1976)
- 15 kilomètres : 43 min 39 s 8 (1977 – Record Américain, AR)
- 10 miles : 46 min 35 s
- 20 kilomètres : 58 min 15 s (1977 – AR)
- 1 heure : 20,556 km (1977 – AR)
- 25 kilomètres : 1 h 14 min 12 s (1979 – Record du monde)
- 30 kilomètres : 1 h 31 min 50 s (1979 – AR)

## Records personnels sur route
- 10 kilomètres : 28 min 16 s (1983)
- 15 kilomètres : 43 min 25 s (1981)
- 20 kilomètres : 58 min 43 s (1982)
- 25 kilomètres : 1 h 17 min 23 s
- 30 kilomètres : 1 h 29 min 4 s (1976 – Record du monde sur route non officiel)
- Marathon (42,195 kilomètres) : 2 h 9 min 27 s (1979 – Ancien record américain)

## Principales victoires
- 6 miles (9,65 km) de Gurnet, Duxbury, Massachusetts, États-Unis: 3 victoires
- 7 miles (11,26 km) de Falmouth (en), Falmouth, Massachusetts, États-Unis : 3 victoires
- 7 miles (11,26 km) de BIX 7 (en), Davenport, Iowa, États-Unis : 2 victoires (incluant la 1re année)
- 10 km de Beverly Hills, Californie, États-Unis : 4 victoires
- 10 km de Azalea (en), Mobile, Alabama, États-Unis : 4 victoires
- 12 km de Bloomsday (en), Spokane, Washington, États-Unis : 1 victoire
- 15 km de Gasparilla (en), Tampa, Floride, États-Unis : 1 victoire (première année)
- 15 km de Jacksonville (en), Floride, États-Unis : 1 victoire
- 15 km de Boilermaker (en), Utica, New York, États-Unis : 1 victoire
- 10 miles (16,09 km) de Lynchburg, Virginie, États-Unis : 5 victoires
- 10 miles (16,09 km) de Cherry Blossom (en), Washington, États-Unis : 4 victoires
- 20 km de Big Boy, Wheeling, West Virginia, États-Unis : 3 victoires
- Marathon de Boston, États-Unis : 4 victoires
- Marathon de New York : 4 victoires
- Marathon de Fukuoka, Japon : 1 victoire
- Marathon d'Amsterdam, Pays-Bas : 1 victoire
- Marathon de Houston, États-Unis : 1 victoire
- Marathon de Melbourne (en), Australie : 1 victoire

## Récompenses et distinctions
- 1973 Membre de l'équipe de longue distance de l'AAU All-American (20K)
- 1975 Prix de l'AAU National - DI Benadato – Meilleure performance athlétique
- 1975 Nommé au Sullivan Award (placé second)
- 1975 Classé numéro 1 dans le monde du marathon par Track & Field News
- 1976 Classé numéro 6 dans le monde du marathon par  Track & Field News
- 1976 Membre de l'équipe olympique américaine à Montréal, Canada
- 1976 Membre de l'équipe d'athlétisme de l'AAU All-American (10K)
- 1977 Classé numéro 1 dans le monde du marathon par Track & Field News
- 1978 Classé numéro 2 dans le monde du marathon par Track & Field News
- 1979 Classé numéro 1 dans le monde du marathon par Track & Field News
- 1981 Classé numéro 7 dans le monde du marathon par Track & Field News
- 1989 Trophée Abebe Bikila du New York Road Runners Club
- 1989 Prix d'excellence du Tiffany's Man
- 1990 Prix des Maîtres de l'année RRCA (en)
- 1992 Prix des Maîtres de l'année RRCA
- 1994 Prix d'or des lauréats de la CT Sports Writers Alliance[4]
- 1999 Intronisé membre du Temple de la renommée de la course de longue distance
- 2000 Intronisé membre du Temple de la renommée de l'athlétisme américain